# Деражня
Дера́жня — місто в Україні, адміністративний центр Деражнянської міської громади Хмельницького району Хмельницької області. Населення — ▼10240 осіб (2024).

## Географічне розташування
Місто Деражня розташоване за 45 км від обласного центру, на березі річки Вовк. Через місто пролягає залізнична лінія Жмеринка — Гречани, на якій знаходиться однойменна станція.

## Назва
Назва «деражня» в епоху Середньовіччя була досить поширена на Поділлі. Особливо в лісистій місцевості. Ця назва давньоруського походження і означає місце первинної обробки деревини, від давньослов'янського «дерти» — обчищати деревину. За іншою версією слово (назва міста) походить від караїмського слова «дер — Ажня», що означає ліс.

## Історія

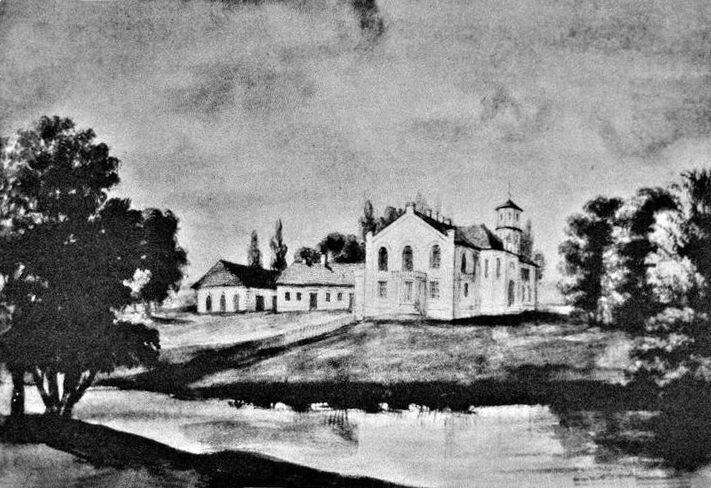
Наполеон Орда. Особняк Раціборовського (1875)

Деражня вперше згадується в 1431 році, коли Владислав II Ягайло записав Дедріхові 40 гривень на Деражні. У 1469 році належала Яну Одровонжу. У 1485 році перейшла до Ласкарія Лаща, котрому король Казимир IV Ягеллончик записав на Деражні 50 гривень. Після нього Деражнею володіли Андрій Лащ та, до 1522 року, Катерина Лащева (котру від назви села звали теж Деражинською) У XVI столітті Деражня входила до складу королівщини, що належали Барському староству.
У турецьких документах 1542 року зазначено, що Деражня — це маленьке козацьке поселення.
Станом на 1552 рік в Деражні осіло лише 7 осіб, тоді як четверо померли від епідемії. В кількох чергових ревізіях Деражня взагалі не згадується.
9 квітня 1614 року на прохання старости Жолкевського Деражня отримала Магдебурзьке право (до того часу була селом). Приблизно тоді ж, у першій половині XVII століття, у Деражні було збудовано фортецю, яка, імовірно, була земляною. 1664 року була подарована колишньому гетьманові Івану Виговському. На початку повстання 1648 року Деражня була захоплена козаками Богдана Хмельницького. У 1672 році перейшла під владу Туреччини. У 1682 році війська польського гетьмана Яна Собеського перехопили Деражню від турків.

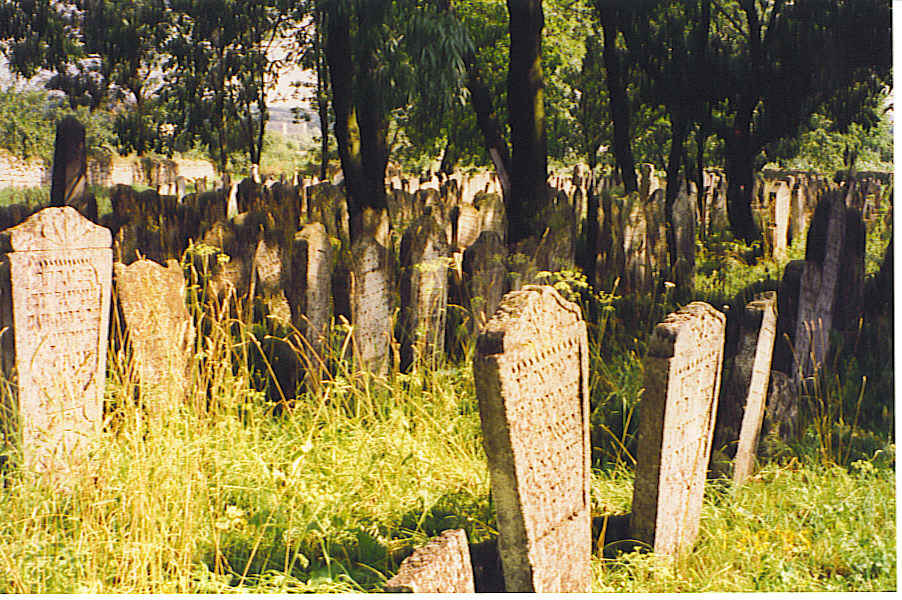
Єврейський цвинтар

Впродовж XVIII—XIX століть Деражнею володіли різні польські пани. У першій половині XVIII століття Деражнею володів Антоній Бенедикт Любомирський, який сприяв будівництву дерев'яного костелу. За даними Юзефа Роле, ще давніший костел у Деражні перестав існувати в період османського правління.
1751 року Юзеф Пуласький придбав маєток Деражня Михайла Сапеги З 1761 по 1776 рік це була власність коронного писаря Пйотра Ожаровського. У 1750 році в містечку була побудована синагога. Під час перепису євреїв Речі Посполитої у 1765 році в деражнянському кагалі зареєстровано 310 євреїв (тодішні методи перепису не дозволяли порахувати всіх, тому їхня реальна кількість могла бути дещо вищою). Приблизно 1776 або 1777 року Ожаровський відступив право на маєток в Деражні коронному підскарбію графу Адаму Понінському.
1793 року, після другого поділу Речі Посполитої, Деражня увійшла до Летичівського повіту Подільської губернії в складі Російської імперії. Відомий банкір Петро Ферґуссон Теппер у грудні 1779 року придбав маєток в містечку разом з іншими (в селах Нова Гута, Майдан Старий, Майдан Гутнянський, Майдан Новий, Криничне, Нижнє, Кальна Деражня, Слобідка, Гута Стара, Шарки, Карачинці Волоські, Карачинці Пилипоські) за 1 600 000 польських злотих у Адама Понінського. Він володів маєтком у Деражні до свого банкрутства у 1793 році. Інші власники: Климентій Берном у 1803, граф Міхал Чацький до 1807 року. Пани Мошинські володіли містечком і навколишніми селами з 1820 по 1844 рік.
У 1830-х роках XIX століття збіднілий штетл став одним із центрів діяльності Устима Кармалюка. До його загону, окрім українських селян, масово зголошувалися євреї, чого раніше в історії не траплялось. На відміну від попередніх селян-бунтівників, люди Кармалюка не вбачали в євреях своїх ворогів, але були партнерами. Незадовго до того, як Кармалюк був зраджений і застрелений, він пограбував маєток пані Папінської. Сенатська комісія по боротьбі з організованою злочинністю вирішила, що всі втрати Папінської (4000 рублів банкнотами, 400 срібних і 1600 золотих рублів та 11000 рублів за викрадений товар) мусять компенсувати деражнянські євреї. Вперше влада покарала цілий кагал, оскільки «Вся Деражня — це місто злочинців та дезертирів». Для виплати компенсації гроші збирались євреями з кількох губерній. Загалом тоді перед судом повстали від 205 до 305 євреїв та близько 400 селян.

У 1844 році Деражню придбав Станіслав Раціборовський. Він і його нащадки були останніми володарями містечка. Наприкінці 1860-х років почалося будівництво залізниці, що значно сприяло економічному розвитку Деражні. Населення зросло з 1201 особи у 1873 році до 6118 у 1897 році, коли до Деражні була прокладена залізниця і була відкрита залізнична станція. Єврейське населення складало на той час 5230 осіб. Словами героя розповіді Шолом-Алейхема «Німець» 
|  | Сам я, як ви вже чули, деражнянський, тобто з Деражні. Це — маленьке містечко у Подільській губернії, зовсім маленьке містечко, хоч тепер Деражня вже нібито місто, із залізницею, станцією, вокзалом… Коли Деражня стала станцією, нам заздрила ціла округа. Та й справді, — це ж вам неабищо! Всі були певні, що тепер почнеться щасливе життя, будуть заробітки, золото загрібатимуть повними жменями. Одно слово, всі розбагатіють!.. Поз'їжджалися з усіх сіл до нашого міста. Люди перебудовували будинки, ставили нові крамниці. Таксу на м'ясо підвищили. Почали вже подумувати про те, щоб запросити нового різника, збудувати нову синагогу та поширити старе кладовище — одно слово, у нас стало весело. Та й що тут дивного? Залізниця, станція, вокзал! Візники спочатку, правда, трохи бунтували, були дуже невдоволені з усієї цієї витівки, але хто їх питає? Проклали рейки, привезли вагони, поставили вокзал, повісили дзвінок, прибили дощечку: «Станція Деражня» — і, як то кажуть, не трать, куме, сили… |

Під час Першої світової війні Деражня була вузлом постачання на фронт, коли ешелони проходили станцію кожних 15 хвилин.

### Визвольні змагання 1917—1921
Після Жовтневого перевороту 1917 року Деражню не оминула громадянська війна, єврейські погроми, колективізація 1920-х років, Голодомор 1932—1933 років. 29 липня 1919 року, під час Української революції, силами 7-ї Львівської бригади 2-го корпусу УГА місто було звільнене від більшовиків. На початку серпня 1919 року силами тієї ж бригади спільно з повстанцями полковника Висоцького Деражня вчергове була визволена від російсько-більшовицьких окупантів, а також і Летичів. В місті деякий час влітку 1919 року розташовувалась Ставка Начальної Команди Української Галицької армії.
8 листопада 1919 року в Деражні відбулася Державна нарада за участю Симона Петлюри, диктатора ЗУНР Євгена Петрушевича, члена Директорії Андрія Макаренка, прем'єр-міністра Ісаака Мазепи та інших.
4 (ймовірніша дата) або 5 квітня 1920 року більшовицька авіація скинула дві бомби на залізничну станцію в Деражні, проте вони не заподіяли жодної шкоди. У відповідь на бомбардування Деражні та Проскурова з літака 6-ї армії Війська Польського 5 квітня було скинуто п'ять бомб на залізничну станцію в Жмеринці, де перебували більшовики: 4 вибухнули на коліях, а одна пошкодила паровозне депо.
16 листопада 1920 року частини Армії УНР після запеклих боїв з більшовиками здобули Деражню.

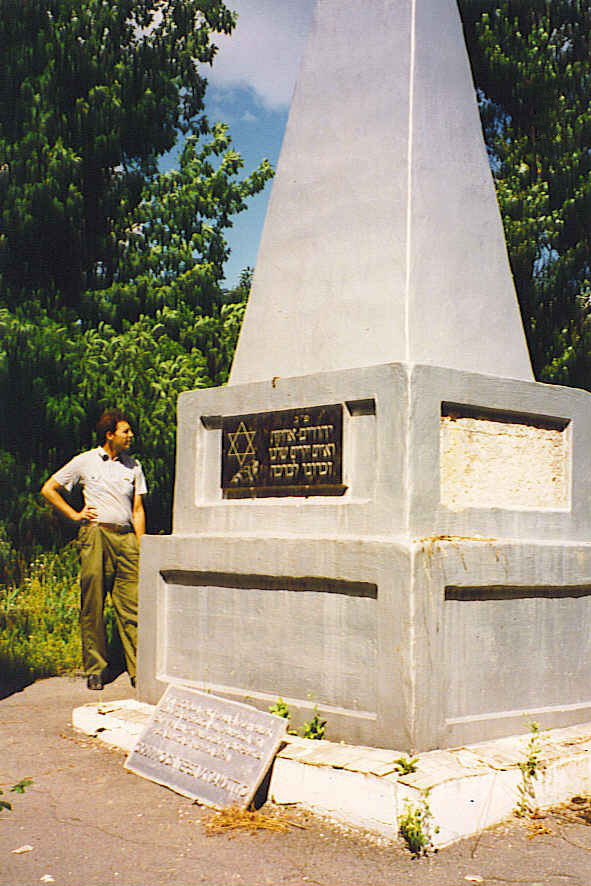
Пам'ятник загиблим євреям і ромам на місці масового розстрілу 20 вересня 1942 року

### Радянський міжвоєнний період
19 квітня 1922 року Постановою ВУЦВК до Деражні перенесено адміністративний центр Летичівського повіту. Вже на початку 1923 року повіт було ліквідовано, а Деражня стала центром Деражнянської волості Проскурівського повіту.
10 грудня 1924 року Постановою ВУЦВК Деражню віднесено до категорії містечок.
Під час організованого радянською владою Голодомору 1932—1933 років померло щонайменше 62 жителі міста.

### У Другій світовій війні
49-й гірський корпус 17-ї армії групи армій «Південь» зайняв Деражню 11 липня 1941 року. Під час окупації Деражня була адміністративним центром Деражнянського району Летичівського ґебіту генеральної округи Волинь-Поділля Райхскомісаріату Україна.
Бургомістром Деражні був Володимир Ясінський, член ОУН (мельниківці) під псевдо «Чорнота».
Під час окупації в Деражні розташовувалось єврейське гетто. 20 вересня 1942 року німецька оперативна команда розстріляла все єврейське населення містечка, а також осіле ромське населення селища Вовковинців — в сумі майже 4000 осіб. Ромів у цьому числі налічувалось до 450 осіб. 135 жителів Деражні були вивезені на примусові роботи до Німеччини.
25 березня 1944 року Деражню зайняла 18-та армія 1-го Українського фронту. Під німецькою окупацією Деражня перебувала 988 днів.

### Радянський повоєнний період
У 1987 році Деражні надано статус міста.

### У незалежній Україні

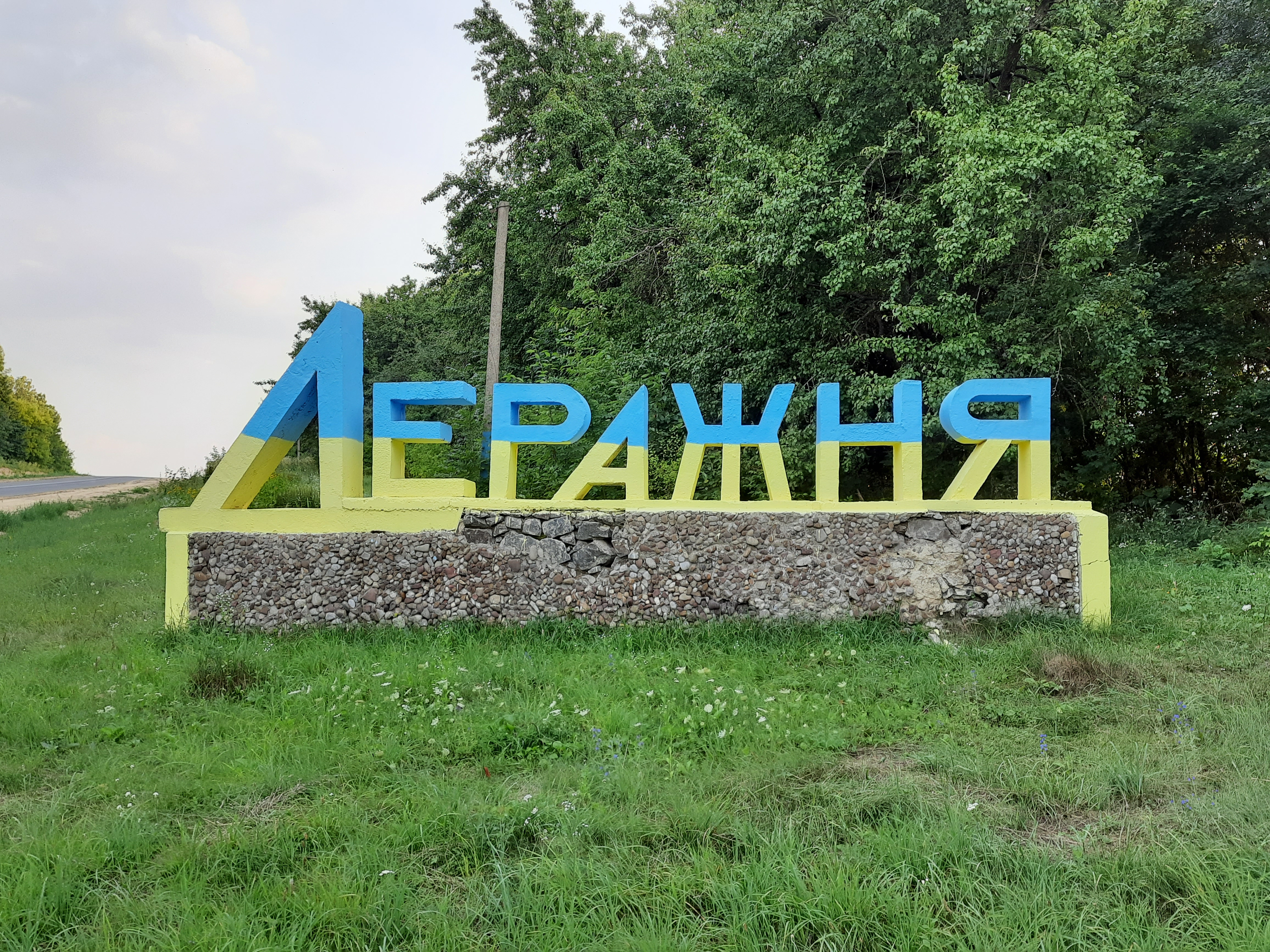
Знак при в'їзді до міста

З 24 серпня 1991 року Деражня перебуває в складі незалежної України.
На початку грудня 2001 року на станції відкритий музей Південно-Західної залізниці та Бориса Олійника, який 19 років очолював столичну магістраль та був першим головою Укрзалізниці. В експозиції музею представлений розвиток залізничного транспорту від часу його зародження, історія станції (особливо у XX столітті), а також створений меморіальний куточок Бориса Олійника.
28 грудня 2014 року владика Антоній, митрополит Хмельницький і Кам'янець-Подільський, у Деражні освятив новий храм.
19 липня 2020 року, в результаті адміністративно-територіальної реформи та ліквідації Деражнянського району, місто увійшло до складу новоутвореного Хмельницького району.

## Населення
Населення Деражні — 10 346 мешканців за даними перепису 2001 року.

### Національний склад
Розподіл населення за національністю за даними перепису 2001 року:
| Національність  | Відсоток |
| --------------- | -------- |
| українці        | 96.55 %  |
| росіяни         | 2.03 %   |
| поляки          | 0.29 %   |
| білоруси        | 0.20 %   |
| молдовани       | 0.16 %   |
| вірмени         | 0.12 %   |
| інші/не вказали | 0.65 %   |

### Мова
Розподіл населення за рідною мовою за даними перепису 2001 року:
| Мова            | Кількість | Відсоток |
| --------------- | --------- | -------- |
| українська      | 10185     | 97.59 %  |
| російська       | 184       | 1.76 %   |
| білоруська      | 9         | 0.09 %   |
| вірменська      | 7         | 0.07 %   |
| польська        | 3         | 0.03 %   |
| румунська       | 2         | 0.02 %   |
| німецька        | 1         | 0.01 %   |
| болгарська      | 1         | 0.01 %   |
| інші/не вказали | 45        | 0.42 %   |
| Усього          | 10437     | 100 %    |

## Релігія

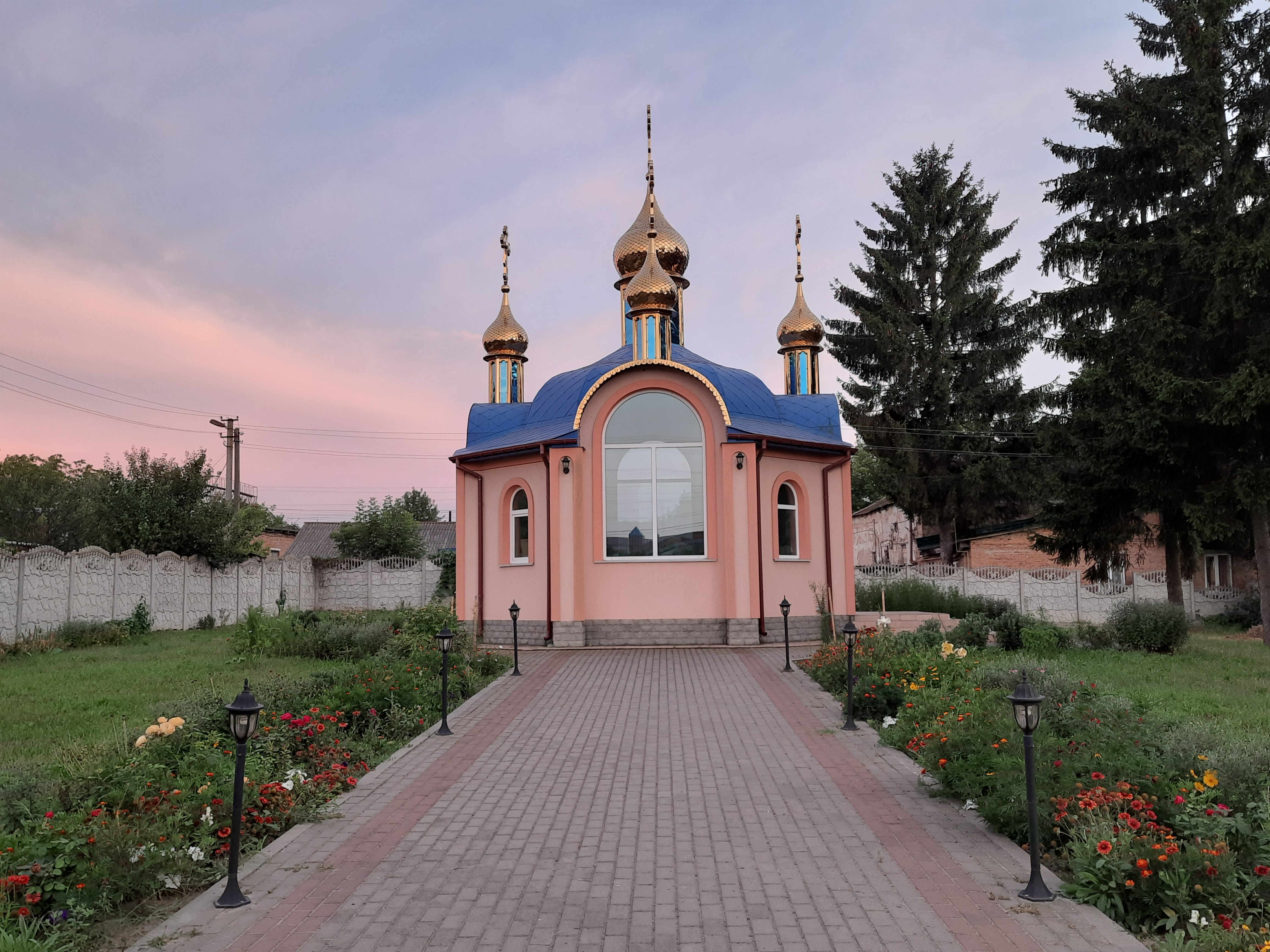
Каплиця

- церква святого Володимира Великого (2007, УГКЦ)
- церква святих славних і всехвальних 12 апостолів ПЦУ.
- Костел св. Анни (поч. XXI століття, Римсько-католицька церква в Україні)[35]

## Пам'ятки
У Деражні частково збереглася забудова XIX — початку XX століть, серед якої 9 споруд визнані пам'ятками архітектури місцевого значення. Зокрема, привертають увагу особняк Раціборовського XIX ст. (нині — районна лікарня), особняк адвоката Гершгоріна початку XX ст. (у радянські роки — школа, будинок школяра), прибутковий будинок 1912 р..

## Промисловість
- ТОВ «Деражнянський молочний завод» (ТМ «Здоровий світ»)
- Завод сухих сніданків ТОВ «Санні Фуд» (ТМ «Санні Фуд»)

### Недіючі підприємства
- Деражнянський цукровий завод. Прийнятий в експлуатацію у 1985 році; мав потужність обробки 6 тисяч тонн цукрових буряків за добу з мінімальним завантаженням не менше 200 тисяч тон за сезон[38]. Біля новоповсталого заводу був збудований робітничий мікрорайон зі школою, дитсадком, домом культури[39]. Завод приватизовано на початку 1996 року. 15 жовтня 2001 року Господарський суд Хмельницької області порушив провадження про визнання заводу банкрутом. Зрештою більшість акцій заводу викупило дочірнє підприємство «Інтерпродукт» із Донецька з метою продати обладнання на той момент уже недіючого заводу на металобрухт[38].
- Деражнянський плодоконсервний завод (ТМ «Декос») (від 2018 року перебував у стані припинення)[40]

## Відомі особи
- Андріюк Євген Олександрович (1993—2014) — солдат Збройних сил України, учасник російсько-української війни, зник безвісти під Іловайськом при виході з оточення.
- Гейсун Ігор Володимирович (1978—2014) — старший лейтенант міліції, військовослужбовець Національної гвардії України, учасник російсько-української війни.
- Гулько Василь Сергійович (1959) — український диригент.
- Дроздовський Левко Антонович — генеральний хорунжий Армії Української Держави[41].
- Зубков Іван Іванович — старший лейтенант Збройних сил України, учасник російсько-української війни, Герой України, загинув під час оборони Донецького аеропорту[42].
- Каракула Віталій Олександрович — солдат Збройних сил України, учасник російсько-української війни.
- Пам'ятничний Юрій Вікторович — молодший сержант Збройних сил України, учасник російсько-української війни.
- Роуз Песотта (народжена Райхель Пейсоти) (1896—1965) — американська анархістка та феміністка[43].
- Соломчук Володимир Володимирович  (1992—2014) — старший солдат Збройних сил України, учасник російсько-української війни, загинув у боях за Щастя.
- Яглінський Ігор Станіславович — заступник директора ТОВ «Деражнянський молочний завод», кавалер ордена «За заслуги»[44].
- Аранович Семен Давидович (1934—1996) — радянський та російський кінорежисер і сценарист документального та художнього кіно.